# Vestiaire de l'enfance
Vestiaire de l'enfance est un roman de Patrick Modiano paru le 13 février 1989 aux éditions Gallimard.

## Résumé
Jean Moreno, alias Jimmy Sarrano, est écrivain en exil, "du côté de Tetouan, de Gibraltar ou d'Algesiras". Est- ce Tanger? Est-ce une ville réelle? Le Français expatrié écrit un feuilleton pour Radio Mundial intitulé "Les aventures de Louis XVII", qui narrent la vie du Dauphin de France devenu planteur à la Jamaïque. Dans cette cité écrasée de chaleur et qui semble par moments désertée, il rencontre Marie dans un café. Cette jeune femme insaisissable et touchante fait naître en lui une réminiscence: est-elle l'enfant qu'il a connu jadis à Paris? Est-elle la fille de Marie-Rose? Est-elle... la Petite Bijou? La mémoire du narrateur renaît comme malgré lui alors qu'il est dans le même temps surveillée par un étrange "chauffeur".

## Personnages
- Jimmy Sarrano: le narrateur, Français expatrié, écrivain solitaire.
- Marie: jeune femme lui semblant familière. Elle suscite chez Jimmy des réminiscences.
- Rose-Marie: actrice, amante du narrateur par le passé et mère de la fillette d'antan.
- Carlos Sirvent: speaker de Radio Mundial.
- Mercadié: collègue de Radio Mundial.
- L'Anglais: ami (amant?) de Marie.
- Beauchamp "Bitchan": soupirant de Marie-Rose.
- Le chauffeur: homme chargé de surveiller et de rendre des rapports sur Jimmy Sarrano.
- Magdebourg: chauffeur de nuit à Paris.
- "L'insecte": voisin d'en face du narrateur

## Éditions
- Vestiaire de l'enfance, éditions Gallimard, 1989  (ISBN 207071375X).